# Lois Orr
Lois Orr (Louisville, 23 de abril de 1917 - agosto de 1985) fue una activista estadounidense que formó parte del POUM en Barcelona durante la guerra civil española.

## Biografía
Nacida el 23 de abril de 1917 en Louisville, Kentucky, Lois Orr estudió en la Universidad de Louisville, donde conoció a Charles Orr, con quien se casó. Para su luna de miel se fueron a Europa, donde observaron el ascenso del fascismo y la llegada al poder de los nazis en Alemania. En 1936, cuando se preparaban para ir a la India, se enteraron del levantamiento de Franco y el estallido de la guerra civil española.
Lois Orr era muy idealista y  querría unirse a la Revolución Social Española de 1936. El matrimonio se trasladó a Barcelona en el otoño de 1936, en una Cataluña fiel a la Segunda República. Lois se unió al POUM y trabajó en el departamento de propaganda del gobierno catalán. Durante su estancia conocieron a otras personalidades, como el anarquista francés Gaston Leval y Eileen Blair, la esposa de George Orwell, que trabajó con Charles en el POUM.
Estaban en la ciudad cuando estallaron en Barcelona las Jornadas de Mayo de 1937.El 16 de junio el POUM fue declarado ilegal por el gobierno de Juan Negrín. El exministro catalán Andreu Nin fue detenido y luego asesinado el 20 de junio en Alcalá de Henares, por orden de Alexander Orlov, jefe de la NKVD soviética en España. Lois y Charles fueron arrestados el 17 de junio. Finalmente fueron liberados el 1 de julio, por Mahlon Perkins, el cónsul americano en Barcelona, que les hizo embarcar en el puerto de Barcelona con destino a Marsella.
Se fueron a París, donde ayudaron a los exiliados españoles, antes de regresar a los Estados Unidos. Allí hicieron campaña con los trotskistas estadounidenses y luego con el Partido Socialista de los Trabajadores.
En 2009, la correspondencia de Lois Orr desde Barcelona, un testimonio de la vida en Cataluña durante la guerra, fue publicada póstumamente por el profesor de Sciences-Po Gerd-Rainer Horn.